# Сибила Йерусалимска
Сибила Йерусалимска (на френски: Sibylle de Jérusalem; * ок. 1160, † 25 юли 1190 пред Акон) е кралица на Йерусалимското кралство от 1186 до 1190 г.

## Произход и ранни години
Произлиза от Дом дьо Шато-Ландон. Дъщеря е на Амалрих I (1136 – 1174), крал на Йерусалим, и на Агнес от Едеса (1149 – 1184). Сестра е на крал Балдуин IV († март 1185) и е вероятната наследница на трона на Йерусалимското кралство.
Тя е възпитавана в манастира „Витания“ под надзора на леля си Ивет.
Сибила се омъжва през октомври 1177 г. за Вилхелм Дългия меч (1150, † 1177), граф на Яфа и Аскалон от рода на Алерамичите. Вилхелм умира от малария малко след сватбата през 1177 г. Сибила по това време е бременна с крал Балдуин V.

## Брак с Ги дьо Лузинян
През 1180 г. Сибила се омъжва за западнофренския благородник Ги дьо Лузинян (1159, † 1194), който също получава графството Яфа и Аскалон. От него тя има 4 деца: Алис дьо Лузинян († 1190), Mари дьо Лузинян († 1190) и две други.
Нейният син Балдуин V е коронован от чичо му за крал на 20 ноември 1183 г. под регентството на граф Раймон III Триполитански. През септември 1186 г. Балдуин V умира в Акон, още ненавършил десет години. Сибила и Ги дьо Лузинян се съюзяват с Рено дьо Шатийон против Раймон III Триполитански.

## Кралица на Йерусалим
През 1186 г. Сибила става кралица, Ги неин съвладетел, но той фактически поема властта в своите ръце. Той претърпява разгром в битката при Хатин на 4 юли 1187 г. и попада в плен. Така Сибила трябва през септември 1187 г. сама да ръководи защитата на Йерусалим при обсадата от Саладин. Градът капитулира на 2 октомври, Сибила получава право да замине за Триполи.
Сибила и нейната дъщеря умират на 25 юли 1190 г. от епидемия във войсковия лагер на нейния съпруг при обсадата на Акон (1189 – 1191).
Понеже Ги не притежава короната по право, тя се пада формално на нейната сестра Изабела и съпруга ѝ Конрад Монфератски. Със съдействието на английския крал Ричард Лъвското сърце Ги им отстъпва короната на 16 април 1192 г.